# 蓝泽祈
蓝泽祈（英語：Inori Aizawa）（也稱「IE娘」）是由新加坡微软分公司祝贺2013年亞洲動漫展顺利举办推出的萌擬人化形象。其原型为微软网络浏览器Internet Explorer，由同人团体Collateral Damage Studios的繪師Waha负责人物设计，CACANi公司负责动画制作，并于同日在YouTube发布相关角色视频。
蓝泽祈最初只是原创的同人作品，灵感来自画师创作的对Safari、Chrome、火狐浏览器的萌拟人化图，于2013年5月13日在Facebook上发布。由于受到大量关注，最终被新加坡微软分公司采纳为IE拟人化形象，并在亚洲动漫展上推出。

## 相关條目
- OS娘
- Windows娘
- 蓝泽光
- Moezilla

## 外部連結
- 角色Facebook主页 （页面存档备份，存于）